# Andrés Fajngold
Andrés Fajngold   (Buenos Aires, 1980) és un còmic, humorista i monologuista de stand-up comedy argentí.

## Biografia
D'orígens jueu i polonès, a Buenos Aires estudià publicitat i treballà en una agència de promocions com a redactor. Posteriorment, passà a treballar en una ONG, fins que després de diverses peripècies personals, es traslladà a Barcelona on viu des de l'any 2005.
A Barcelona, Fajngold, amb el seu vessant de còmic i la seva comèdia transgressora, valenta i irreverent, s'ha convertit en una de les estrelles del programa nocturn Zona Franca, de TV3. Les seves converses absurdes i completament arrítmiques amb Joel Díaz han captivat a l'audiència.
El juliol del 2022 va participar en la primera edició del 'OFF Cruïlla Comedy', dins de l'oferta de comedia del 'Festival Cruïlla Barcelona', al Teatre Golem's. I aquest mateix any també va tenir actuacions al 'Pub Mediterráneo', dins dels monòlegs còmics que acull habitualment. El setembre de 2022 també participà en el ‘La Llama Fest’, el primer festival de comèdia alternativa de Barcelona.
L'any 2019 ja havia participat en el primer 'Roast Battle' que es feia a Barcelona, un invent americà a manera de batalles d'insults i guerres d'humiliacions, versió del clàssic 'Roast' del Comedy Central, on una personalitat encaixa els insults còmics d'un grup de convidats, un format que s'estén pels escenaris, després que el 2018 s'estrenés al Comedy Central.